# Brucea bruceadelpha
Brucea bruceadelpha là một loài thực vật có hoa trong họ Thanh thất. Loài này được (Noot.) Kosterm. mô tả khoa học đầu tiên năm 1988.